# Championnats du monde junior de patinage de vitesse sur piste courte
Les Championnats du monde junior de patinage de vitesse sur piste courte ont lieu tous les ans et regroupent des patineurs de moins de 19 ans.

## Historique
Les championnats du monde junior de patinage de vitesse sur piste courte sont créés en 1994, juste après les Jeux olympiques de Lillehammer.
Depuis 2018, il n'y a plus de médaillés toutes épreuves.

## Hommes
| Année | Lieu                | Or                                   | Argent                                             | Bronze                  |
| 1994  | Séoul               | Lee Seung-chan                       | Lee Jun-hwan                                       | Tony Goskowicz          |
| 1995  | Calgary             | Lee Sang-jun                         | Patrice Lapointe Lee Seung-chan Jonathan Guilmette |                         |
| 1996  | Courmayeur          | Jean-François Monette Lee Sang-jun   |                                                    | Naoya Tamura            |
| 1997  | Marquette           | Kim Dong-sung                        | Rusty Smith                                        | Daniel Weinstein        |
| 1998  | St. Louis           | François-Louis Tremblay Lee Sang-jun |                                                    | Andrew Lahey            |
| 1999  | Montréal            | Apolo Anton Ohno                     | An Jung-hyun                                       | François-Louis Tremblay |
| 2000  | Székesfehérvár      | Min Ryoung                           | Nicola Rodigari                                    | Andrew Lahey            |
| 2001  | Varsovie            | Lee Seung-jae                        | Guo Wei                                            | Min Ryoung              |
| 2002  | Chuncheon           | Ahn Hyun-soo                         | Seo Ho-jin                                         | Guo Wei                 |
| 2003  | Budapest            | Lee Ho-suk                           | Kim Hyun-kon                                       | Sung Si-bak             |
| 2004  | Beijing             | Lee Ho-suk                           | Kwon Ki-deok                                       | Jon Eley                |
| 2005  | Belgrade            | Lee Ho-suk                           | Kim Hyun-kon                                       | Kwak Yoon-gy            |
| 2006  | Miercurea Ciuc      | Lee Jung-su                          | Maxime Chataignier                                 | Kim Jae-han             |
| 2007  | Mladá Boleslav      | Shin Woo-chul                        | Lee Jung-su                                        | Jang Won-hoon           |
| 2008  | Bolzano             | Kim Yun-jae                          | Lee Jung-su                                        | Lee Han-bin             |
| 2009  | Sherbrooke          | Um Cheon-ho                          | You Dong-kun                                       | J. R. Celski            |
| 2010  | Taipei              | Noh Jin-kyu                          | Antoine Gélinas-Beaulieu                           | Park Se-yeong           |
| 2011  | Courmayeur          | Seo Yi-ra                            | Jack Whelbourne                                    | Wu Dajing               |
| 2012  | Melbourne           | Park Se-yeong                        | Lee Hyo-been                                       | Han Tianyu              |
| 2013  | Varsovie            | Park Se-yeong                        | Han Tianyu                                         | Lee Hyo-been            |
| 2014  | Erzurum             | Lee Mun-hyeon                        | Lee Hyo-been                                       | Sándor Liu Shaolin      |
| 2015  | Osaka               | Kim Da-gyeom                         | Park Ji-won                                        | Sándor Liu Shaolin      |
| 2016  | Sofia               | Ren Ziwei                            | Lim Yong-jin                                       | Ma Wei                  |
| 2017  | Innsbruck           | Shaoang Liu                          | Kim Si-Un                                          | Kazuki Yoshinaga        |
| 2018  | Tomaszow Mazowiecki | Hong Kyung-hwan                      | Lee June-seo                                       | Park Jang-hyuk          |

## Femmes
| Année | Lieu                | Or                       | Argent               | Bronze                              |
| 1994  | Seoul               | Kim So-hee               | Won Hye-kyung        | Su Xiaohua                          |
| 1995  | Calgary             | Kim Yun-mi               | Won Hye-kyung        | Catherine Dussault Ikue Teshigawara |
| 1996  | Courmayeur          | Ikue Teshigawara         | Erin Porter          | Kim Moon-jung Hong Ro-sa            |
| 1997  | Marquette           | Won Hye-kyung An Sang-mi |                      | Julie Goskowicz                     |
| 1998  | St. Louis           | Joo Min-jin              | Kim Moon-jung        | Kristina Vuteva                     |
| 1999  | Montreal            | Joo Min-jin              | Kim Moon-jung        | Marta Capurso                       |
| 2000  | Székesfehérvár      | Marie-Ève Drolet         | Choi Min-kyung       | Park Hye-rim                        |
| 2001  | Varsovie            | Marie-Ève Drolet         | Ko Gi-hyun           | Choi Min-kyung                      |
| 2002  | Chuncheon           | Kim Min-jee              | Wang Meng            | Cho Ha-ri                           |
| 2003  | Budapest            | Byun Chun-sa             | Kang Yun-mi          | Kim Min-jee                         |
| 2004  | Beijing             | Kang Yun-mi              | Jung Eun-ju          | Hur Hee-been                        |
| 2005  | Belgrade            | Park Sun-young           | Jeon Ji-soo          | Kalyna Roberge                      |
| 2006  | Miercurea Ciuc      | Jung Eun-ju              | Choi Jung-won        | Zhou Yang                           |
| 2007  | Mladá Boleslav      | Yang Shin-young          | Shin Sae-bom         | Park Seung-hi                       |
| 2008  | Bolzano             | Noh Ah-reum              | Lee Eun-byul         | Zhang Qichao                        |
| 2009  | Sherbrooke          | Noh Ah-reum              | Lee Eun-byul         | Lee Mi-yeon                         |
| 2010  | Taipei              | Choi Ji-hyun             | Lee Mi-yeon          | Song Jae-won                        |
| 2011  | Courmayeur          | Choen Hee-jung           | Ahn Se-jung          | Martina Valcepina                   |
| 2012  | Melbourne           | Shim Suk-hee             | Hwang Hyun-sun       | Ahn Se-jung                         |
| 2013  | Varsovie            | Noh Do-hee               | Kim A-lang           | Han Yutong                          |
| 2014  | Erzurum             | Noh Do-hee               | Ahn Se-jung          | Choi Min-jeong                      |
| 2015  | Osaka               | Kong Sang-jeong          | Kim Ji-yoo           | Son Hak-yung                        |
| 2016  | Sofia               | Qu Chunyu                | Suzanne Schulting    | Lee Yu-bin                          |
| 2017  | Innsbruck           | Lee Yu-bin               | Seo Whi-min          | Sofia Prosvirnova                   |
| 2018  | Tomaszow Mazowiecki | Kim Ji-yoo               | Courtney Lee Sarault | Maame Biney                         |